# Мархелюк, Мирослава
Мирослава Мархелюк (пол. Mirosława Marcheluk; 11 марта 1939, Белосток, Польша — 7 января 2025) — польская актриса театра, кино и телевидения, театральный режиссёр и педагог. Заслуженный деятель культуры Польши (1987).

## Биография
Мирослава Мархелук родилась 11 марта 1939 года в Белостоке.
Актёрское образование получила в Киношколе в Лодзи, которую окончила в 1960 году.
Дебютировала в театре в 1960 году в Лодзи ролью Марии в спектакле «Двенадцатая ночь» Уильяма Шекспира.
В 1958 году сыграла свою первую роль в кино.
Актриса театров в Ополе (Театр Опольской Земли 1960—62) и Лодзи (Театр «7.15» 1962—64, им. Стефана Ярача 1964—74, Новый 1974—93 и с 2003). Выступала в спектаклях «театра телевидения» с 1972 года.
Преподавала актёрское мастерство в Национальной киношколе в Лодзи и в Гуманитарно-экономической академии в Лодзи.
Умерла 7 января 2025 года в возрасте 85 лет.

## Избранная фильмография
- 1958 — Послесвадебная ночь / Noc poślubna
- 1960 — Косоглазое счастье / Zezowate szczęście
- 1962 — Голос с того света / Głos z tamtego świata
- 1970 — Доктор Эва / Doktor Ewa (только в 2-й серии)
- 1976 — Кинопробы / Zdjęcia próbne
- 1977 — Палас-отель / Palace Hotel
- 1977 — Распорядитель бала / Wodzirej
- 1982 — Пепельная среда / Popielec
- 1983 — Предназначение / Przeznaczenie
- 1983 — Верная река / Wierna rzeka
- 1984 — Секс-миссия / Seksmisja
- 1984 — Убийство тёти / Zabicie ciotki
- 1984 — Конец одиночества фермы Берхоф / Zánik samoty Berhof — официантка
- 1986 — Герой года / Bohater roku
- 1986 — Магнат / Magnat
- 1987 — Маримонтская соната / Sonata marymoncka — Зелиньская
- 1990 — Мария Кюри, почтенная женщина / Marie Curie. Une femme honorable
- 1990 — Похороны картофеля / Pogrzeb kartofla
- 1992 — Холостяцкая жизнь на чужбине / Kawalerskie życie na obczyźnie
- 2000 — Байланд / Bajland
- 2001 — Канун весны / Przedwiośnie
- 2008 — Царапина / Rysa